# Brendan Brisson
Brendan Brisson (né le 22 octobre 2001 à Manhattan Beach, dans l'État de la Californie aux États-Unis) est un joueur professionnel américain de hockey sur glace. Il évolue au poste de centre.

## Biographie

### Carrière en club
Il est choisi au premier tour, en 29e position par les Golden Knights de Vegas lors du repêchage d'entrée dans la LNH 2020. Le 15 janvier 2024, il joue son premier match dans la Ligue nationale de hockey avec les Golden Knights de Vegas face aux Predators de Nashville.
Le 6 mars 2025, il passe aux mains des Rangers de New York dans une transaction envoyant en retour Reilly Smith aux Golden Knights.

### En équipe nationale
Il représente les États-Unis au niveau international.

## Statistiques

### En club
| Saison     | Équipe                      | Ligue      |    | Saison régulière | Saison régulière | Saison régulière | Saison régulière | Saison régulière |   | Séries éliminatoires | Séries éliminatoires | Séries éliminatoires | Séries éliminatoires | Séries éliminatoires |
| Saison     | Équipe                      | Ligue      | PJ | B                | A                | Pts              | Pun              | PJ               | B | A                    | Pts                  | Pun                  |                      |                      |
| 2018-2019  | Gamblers de Green Bay       | USHL       | 6  | 1                | 0                | 1                | 2                | -                | - | -                    | -                    | -                    |                      |                      |
| 2019-2020  | Steel de Chicago            | USHL       | 45 | 24               | 35               | 59               | 50               | -                | - | -                    | -                    | -                    |                      |                      |
| 2020-2021  | Wolverines du Michigan      | NCAA       | 24 | 10               | 11               | 21               | 18               | -                | - | -                    | -                    | -                    |                      |                      |
| 2021-2022  | Wolverines du Michigan      | NCAA       | 38 | 21               | 21               | 42               | 32               |                  |   |                      |                      |                      |                      |                      |
| 2021-2022  | Silver Knights de Henderson | LAH        | 7  | 3                | 5                | 8                | 4                | 2                | 0 | 0                    | 0                    | 0                    |                      |                      |
| 2022-2023  | Silver Knights de Henderson | LAH        | 58 | 18               | 19               | 37               | 56               | -                | - | -                    | -                    | -                    |                      |                      |
| 2023-2024  | Silver Knights de Henderson | LAH        | 52 | 19               | 19               | 38               | 42               | -                | - | -                    | -                    | -                    |                      |                      |
| 2023-2024  | Golden Knights de Vegas     | LNH        | 15 | 2                | 6                | 8                | 2                | -                | - | -                    | -                    | -                    |                      |                      |
| 2024-2025  | Golden Knights de Vegas     | LNH        | 9  | 0                | 0                | 0                | 0                | -                | - | -                    | -                    | -                    |                      |                      |
| 2024-2025  | Silver Knights de Henderson | LAH        | 45 | 5                | 14               | 19               | 34               | -                | - | -                    | -                    | -                    |                      |                      |
| 2024-2025  | Wolf Pack de Hartford       | LAH        | 16 | 2                | 4                | 6                | 12               | -                | - | -                    | -                    | -                    |                      |                      |
| Totaux LNH | Totaux LNH                  | Totaux LNH | 24 | 2                | 6                | 8                | 2                | -                | - | -                    | -                    | -                    |                      |                      |

### En équipe nationale
| Année | Équipe              | Compétition                 |   | PJ | B | A | Pts | Pun           |  | Résultat |
| 2021  | États-Unis - 20 ans | Championnat du monde junior | 7 | 2  | 0 | 2 | 0   | Médaille d'or |  |          |
| 2022  | États-Unis          | Jeux olympiques             | 4 | 2  | 0 | 2 | 2   | 5e place      |  |          |